# Jétag Tsabólov
Jétag Tsabólov (en ruso: Хетаг Цаболов, también escrito como Hetik Cabolov; Beslán, 17 de noviembre de 1991) es un deportista ruso de origen osetio que compite en lucha libre (desde 2021 bajo la bandera de Serbia).
Ganó tres medallas en el Campeonato Mundial de Lucha entre los años 2014 y 2023, y una medalla de bronce en el Campeonato Europeo de Lucha de 2023.

## Palmarés internacional
| Representando a Rusia  |                      |                   |           |
| Campeonato Mundial     |                      |                   |           |
| Año                    | Lugar                | Medalla           | Categoría |
| 2014                   | Taskent (Uzbekistán) | Medalla de oro    | 70 kg     |
| 2017                   | París (Francia)      | Medalla de plata  | 74 kg     |
| Representando a Serbia |                      |                   |           |
| Campeonato Mundial     |                      |                   |           |
| Año                    | Lugar                | Medalla           | Categoría |
| 2023                   | Belgrado (Serbia)    | Medalla de bronce | 74 kg     |
| Campeonato Europeo     |                      |                   |           |
| Año                    | Lugar                | Medalla           | Categoría |
| 2023                   | Zagreb (Croacia)     | Medalla de bronce | 79 kg     |